# Cầy mangut Pousargues
Dologale dybowskii là một loài động vật có vú trong họ Cầy mangut, bộ Ăn thịt. Loài này được Pousargues mô tả năm 1893.
Đây là loài bản địa các khu vực thảo nguyên mở của Cộng hòa Dân chủ Congo bắc, tây Uganda, Nam Sudan, và Cộng hòa Trung Phi.

## Hình ảnh

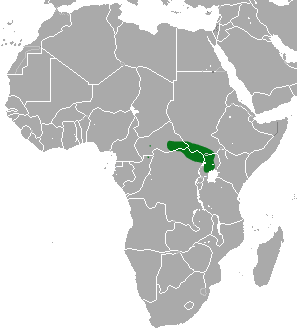